# Mauro Colagreco
Mauro Colagreco (La Plata, Argentina, 5 de octubre de 1976) es un chef argentino, propietario del restaurante tres veces ganador de la estrella Michelin Mirazur en Menton, Francia.

## Carrera
Como chef recién graduado, Colagreco se dirigió a Francia y trabajó con Bernard Loiseau hasta su muerte en 2003. Luego trabajó en París con Alain Passard en l'Arpège, Alain Ducasse en el Hotel Plaza Athénée y, finalmente, pasó un año en Le Grand Véfour.
Colagreco estableció Mirazur en Menton en 2006. Solo seis meses después de la apertura, recibió el premio ‘Revelación del año’, una nueva categoría para reconocer sus méritos, de Gault & Millau y, en menos de un año, obtuvo su primera estrella Michelin. Recibió su segunda estrella Michelin seis años después.
Mirazur se convirtió oficialmente en uno de los mejores restaurantes del mundo, que figuran en los 50 mejores restaurantes mundiales de The S.Pellegrino. En el mismo año, Colagreco también fue galardonado como “Chef del Año” por la prestigiosa guía de restaurantes Gault & Millau, siendo el primer chef no francés en recibir este título.
Su tercera estrella Michelin le fue otorgada en enero de 2019.
En junio de 2019, Mirazur es elegido el mejor restaurante del mundo por los 50 Mejores Restaurantes del Mundo.
Colagreco ha impuesto un estilo propio en la interpretación del producto y el contraste de sabores. Un estilo que no tiene sus raíces en su herencia cultural ítalo-argentina y que no se relaciona con los grandes chefs con los que trabajó en Francia.

## Restaurantes
- MIRAZUR: El primer restaurante de Mauro Colagreco en Menton, Francia.[11]
- El Silencio, en Ibiza, España
- AZUR, en Beijing, China.[12]
- Grill 58°, en Macao, China.[13]
- Le Siècle, en Nanjing, China.[14]
- Grandcoeur, en Paris, Francia.[15]
- BFire, en Courchevel, Francia.[16]
- Le Majestic Bfire, in Cannes, France.[17]
- Carne, en La Plata, Argentina.[18]
- Carne, en Olivos, Argentina.
- Carne, en Buenos Aires,Argentina.
- Carne, en Mendoza, Argentina.

## Premios y honores
- 2009: Cuisinier de l’Année in Gault Millau[19]
- 2017 : Nommé Chevalier de l’ordre national du Mérite[20]
- 2017: Mirazur se convierte en miembro de Les Grandes Tables du Monde[21]
- 2018: Mirazur: The S. Pellegrino The World's 50 Best Restaurants, #3[22]
- 2019: Mirazur: The S. Pellegrino The World's 50 Best Restaurants, #1[23]